# Sagrestia di San Pietro in Vaticano

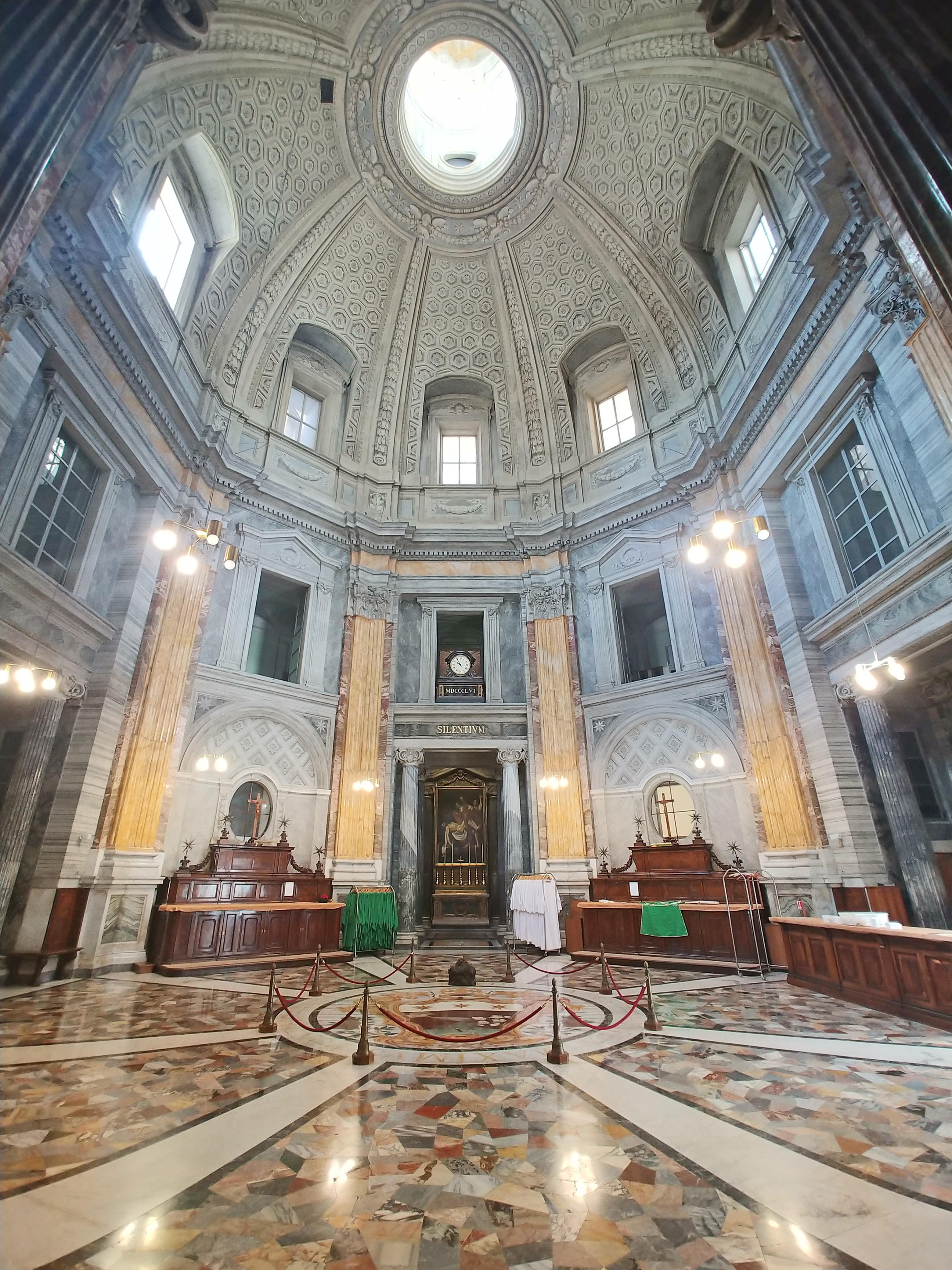
La Sagrestia Comune

La sagrestia di San Pietro sorge sul lato meridionale dell'omonima basilica, all'interno della Città del Vaticano.
All'interno dell'edificio, posto all'ombra della cupola michelangiolesca, si trovano le sagrestie dei Canonici, dei Beneficiati e la Sagrestia Comune; una parte della struttura ospita il Tesoro di San Pietro.

## Storia

La chiesa di Santa Maria della Febbre e l'Obelisco Vaticano

La prima sagrestia della basilica costantiniana era chiamata Antichissima, in quanto si riteneva coeva alla fondazione del tempio vaticano. In seguito, forse sotto il pontificato di Gregorio IV, questa fu sostituita da una seconda sagrestia, a detta di alcuni denominata Novella.
Nel XV secolo, nell'ambito del rinnovamento della basilica paleocristiana promosso da papa Niccolò V, fu presa in considerazione l'idea di edificare una nuova sagrestia, ma la morte del pontefice vanificò ogni proposito.
Giulio II proseguì comunque sulla strada segnata dal suo predecessore, imprimendo al programma di recupero una svolta significativa; egli decretò infatti la completa ricostruzione della basilica e affidò la definizione del progetto all'architetto Donato Bramante.
I lavori cominciarono nel 1506 e in breve portarono alla realizzazione dei quattro possenti pilastri della crociera, uniti da altrettanti arconi destinati a sorreggere la cupola.

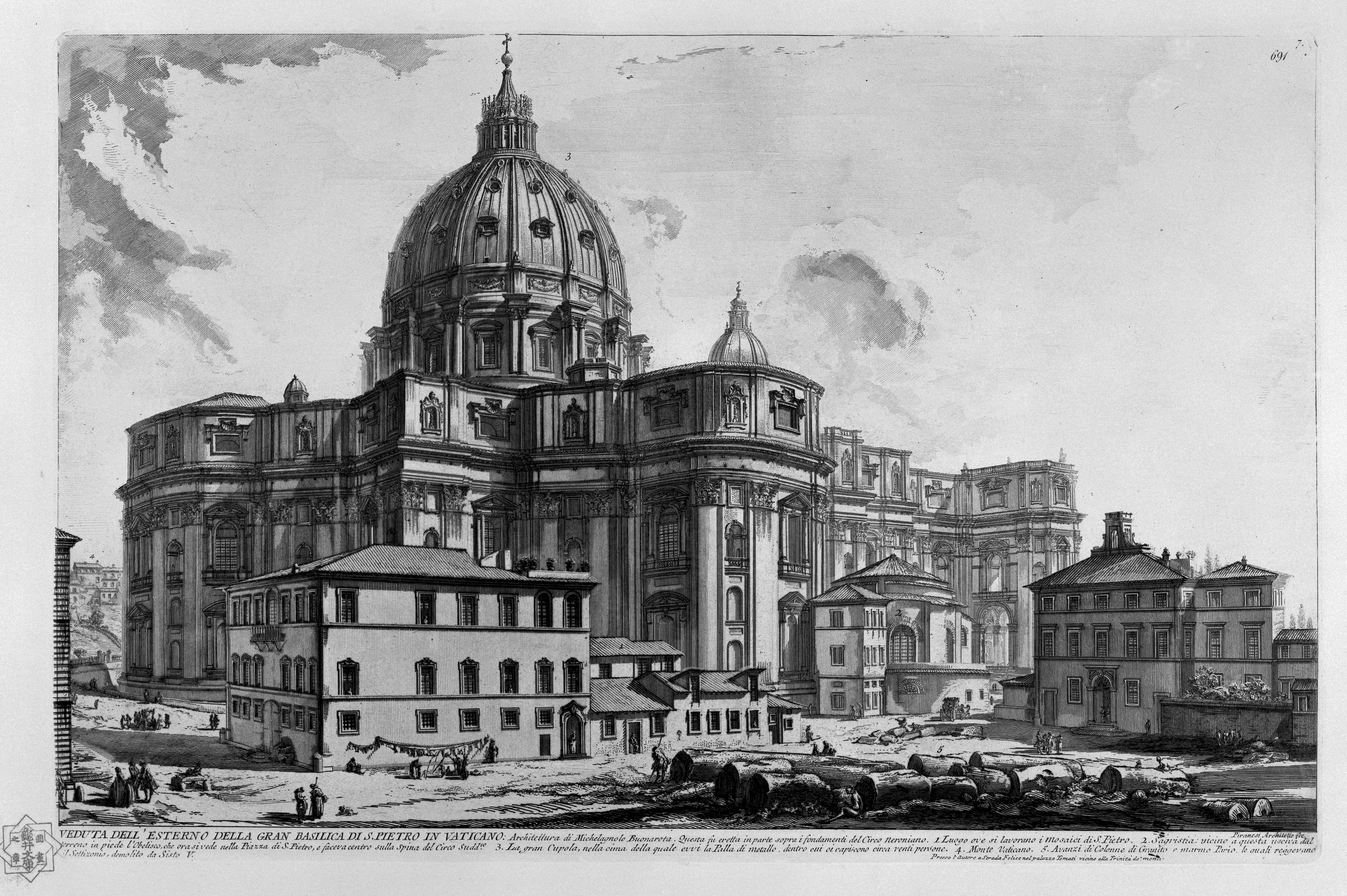
Rotonda di Santa Maria della Febbre e i fabbricati limitrofi prima della demolizione

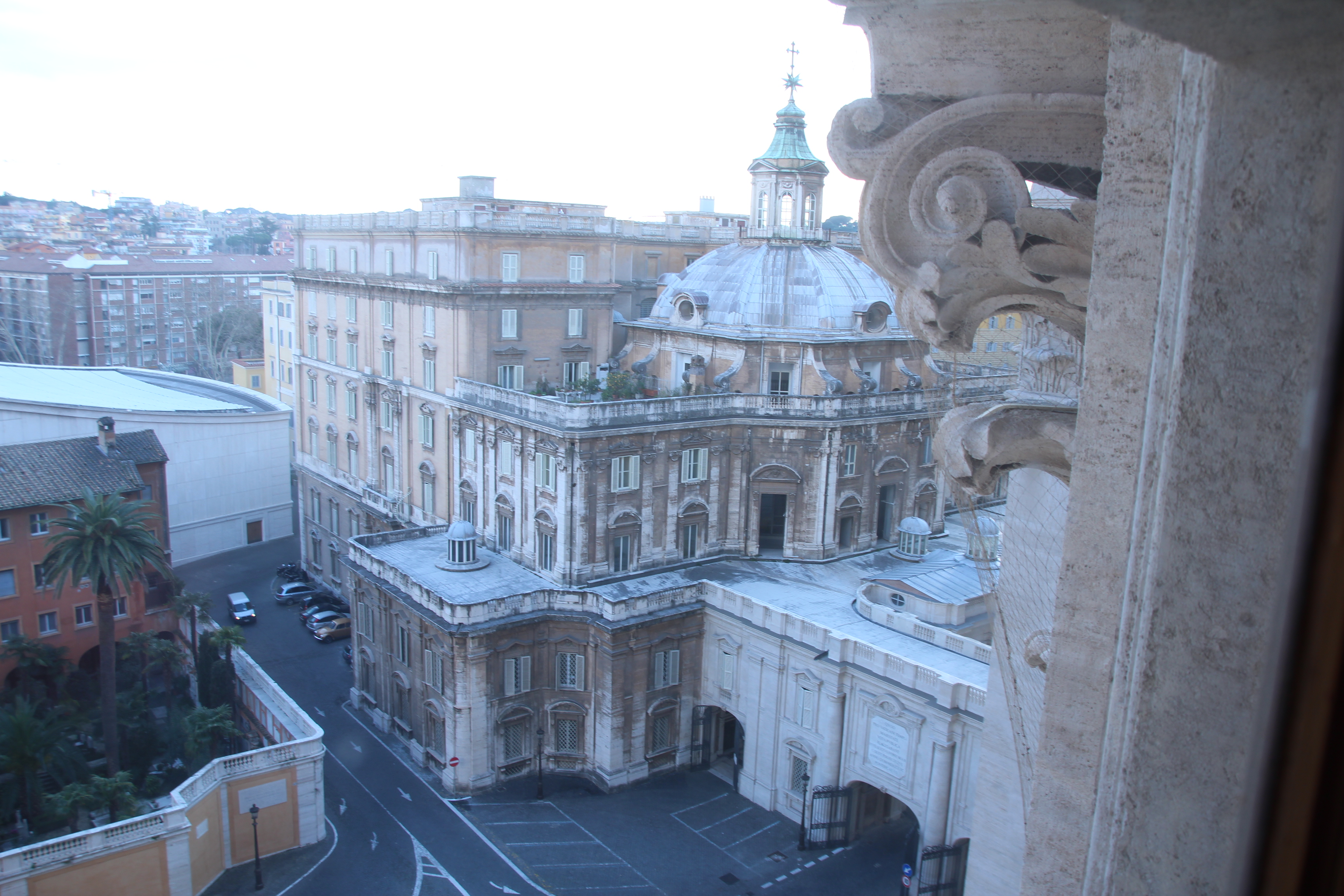
Veduta dell'edificio dalla basilica di San Pietro; sulla sinistra il Cimitero Teutonico e l'Aula Paolo VI

Con l'avvio delle operazioni di cantiere, Bramante fece demolire quasi tutta la parte presbiteriale della vecchia basilica. In ogni caso, per garantire lo svolgimento delle celebrazioni religiose nella parte della chiesa ancora integra, intorno al 1575 fu deciso di realizzare una sagrestia provvisoria, adattando a questo scopo l'antica chiesa di Santa Maria della Febbre. Questa, denominata anche Rotonda di Sant'Andrea, era uno dei due edifici a pianta centrale, sorti in origine come mausolei funebri di epoca imperiale, posti sul fianco meridionale della grande costruzione paleocristiana, presso l'Obelisco Vaticano. L'altro, demolito durante la costruzione del braccio meridionale di San Pietro nel corso del XVI secolo, era conosciuto come cappella di Santa Petronilla.
La Rotonda di Sant'Andrea fu perciò messa in diretta comunicazione con la basilica: un primo passaggio fu aperto in corrispondenza dell'area della futura cappella Clementina, ma, con il progredire del cantiere, fu sostituito da un oscuro e disagiato accesso.
Carlo Maderno, che all'inizio del Seicento aveva ultimato la navata longitudinale e la facciata del tempio vaticano, fu incaricato da papa Paolo V di innalzare la sagrestia in corrispondenza dell'attuale cappella del Santissimo Sacramento.
Il progetto non trovò attuazione, così come quello successivamente eseguito da Gian Lorenzo Bernini sotto Alessendro VII.
Per porre fine all'annosa questione, nel 1715 fu indetto un concorso per la costruzione della nuova sagrestia: vi presero parte, tra gli altri, Filippo Juvarra, Nicola Michetti e Antonio Canevari. Tra questi primeggiò il disegno di Filippo Juvarra, le cui forme furono tradotte in un grandioso modello ligneo.
Ciò nonostante, i costi elevati dell'opera ne impedirono la realizzazione.
Malgrado i successivi studi curati dall'architetto Alessandro Galilei, solo nel 1776 papa Pio VI commissionò a Carlo Marchionni l'attuale edificio.
I lavori cominciarono nel luglio dello stesso anno con la demolizione dei fabbricati situati attorno alla Rotonda di Santa Maria della Febbre, compresa la vicina chiesa di Santo Stefano degli Ungheri. La prima pietra della nuova sagrestia fu posta il 22 settembre 1776 e, nel contempo, fu avviato anche l'abbattimento della vecchia Rotonda. All'inizio del 1778 le fondamenta potevano considerarsi concluse e l'intera opera, dotata di ampia canonica per abitazione del capitolo vaticano, fu completata nel 1784. L'inaugurazione si tenne il 10 giugno di quello stesso anno.

## Descrizione
La sagrestia disegnata da Marchionni si inserisce tra le principali architetture romane di fine Settecento, ma, cercando di armonizzarsi con lo stile della basilica, non risulta particolarmente innovativa. All'epoca della costruzione essa fu duramente criticata: lo studioso Francesco Milizia (1725 - 1798), che ne contestava l'irrazionalità del disegno e i costi eccessivi, fu costretto ad abbandonare la città.
Si tratta di un grande edificio isolato, posto sul lato sud della basilica vaticana; due passaggi coperti, sostenuti da arcate a sesto ribassato, lo collegano alla navata di San Pietro, in corrispondenza della tomba di Pio VIII e della cappella del Coro. Il corridoio occidentale, preceduto da una colossale statua di Sant'Andrea e da un'epigrafe che elenca i papi sepolti nella basilica, conduce alla Sagrestia dei Beneficiati; quello orientale alla Sagrestia dei Canonici. I due corridoi sopraelevati sono uniti da un volume trasversale, al centro del quale si apre uno scalone d'onore che porta al piano terra; alla sommità dello scalone si erge la statua di papa Pio VI, opera di Agostino Penna. Altri corridoi, situati sul lato sud del fabbricato, consentono il passaggio tra la sagrestia e la Domus Sanctae Marthae.

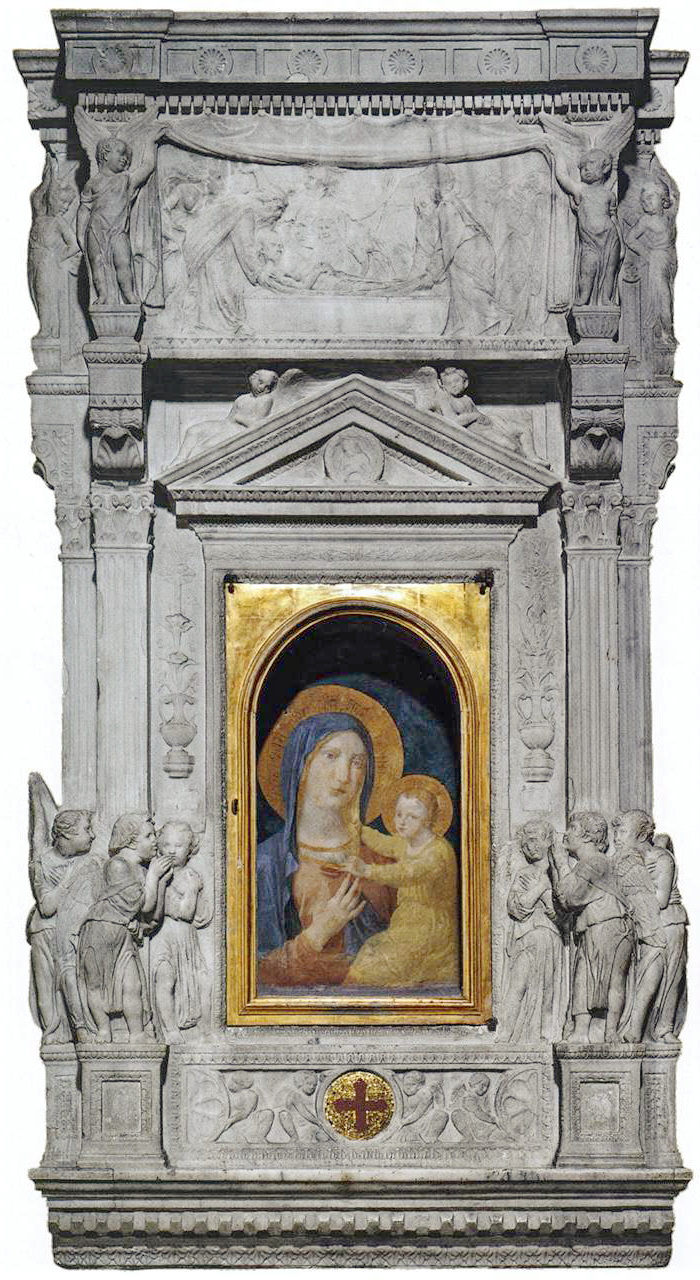
Tabernacolo del Sacramento eucaristico

Al centro della fabbrica, tra la Sagrestia dei Benificiati e quella dei Canonici, si apre la grande sala della Sagrestia Comune; essa è caratterizzata da un acceso cromatismo ed è coperta da una cupola ottagonale, rivestita in lastre di piombo e sormontata da una lanterna; l'altare della parete di fondo è ornato con un mosaico ottocentesco riproducente la Deposizione di Caravaggio.
Ai lati dei passaggi aperti si trovano coppie di colonne provenienti dalla Villa Adriana; i capitelli furono invece recuperati dai depositi dei materiali usati da Gian Lorenzo Bernini per la costruzione dei campanile della basilica, demolito nel 1646 per problemi strutturali.
La Sagrestia dei Beneficiati, situata ad ovest, è dotata di una cappella, all'interno della quale, oltre al Gesù Cristo di Girolamo Muziano, si trovava il Tabernacolo del Sacramento eucaristico di Donatello e Michelozzo (1432-1433), ora esposto nel Museo del Tesoro. Al suo posto fu collocata l'immagine pittorica della Madonna della Febbre, che prima si venerava nell'omonima rotonda.
Sul lato est della Sagrestia Comune sorge quella dei Canonici, il cui ingresso è impreziosito da una Gloria dei santi di Federico Zuccari. Nell'annessa cappella si trova il dipinto della Madonna con Bambino, sant'Anna e i santi Pietro e Paolo, di Leonardo da Pistoia e Iacopino del Conte (o di Giovan Francesco Penni secondo altri), originariamente posto all'interno della basilica pietrina. Di rimpetto, Madonna col Bambino e il Battista, di Giulio Romano. Sopra le aperture vi sono pitture raffiguranti episodi della vita di san Pietro, opera di Antonio Cavallucci.
L'adiacente Sala Capitolare è ornata con una statua in marmo di San Pietro e dipinti secenteschi, tra i quali spiccano quelli di Andrea Sacchi; qui, per un periodo di tempo, fu esposto anche il Polittico Stefaneschi di Giotto, ora nella Pinacoteca vaticana.
Sia la Sagrestia dei Beneficiati che quella dei Canonici sono dotate di mobili realizzati in legno del Brasile.
La Sagrestia dei Beneficiati costituisce oggi parte del percorso museale del Tesoro di San Pietro, istituito nel 1975 da papa Paolo VI.
Nel museo sono esposte statue, arredi sacri, tiare papali e oggetti donati da vari sovrani. Tra le opere conservate sono da ricordare il quattrocentesco monumento funebre a Sisto IV, di Antonio del Pollaiolo, la Santa Colonna (un tempo collocata presso l'altare della Pietà nella basilica (una colonna tortile proveniente dalla basilica precedente analoga a quelle collocate nelle nicchie dei piloni della cupola di Michelangelo e ritenuta miracolosa in quanto proveniente dal tempio di Gerusalemme) e il sarcofago marmoreo di Giunio Basso (IV secolo), con episodi dell'Antico e Nuovo Testamento.